# アスクレペイオン

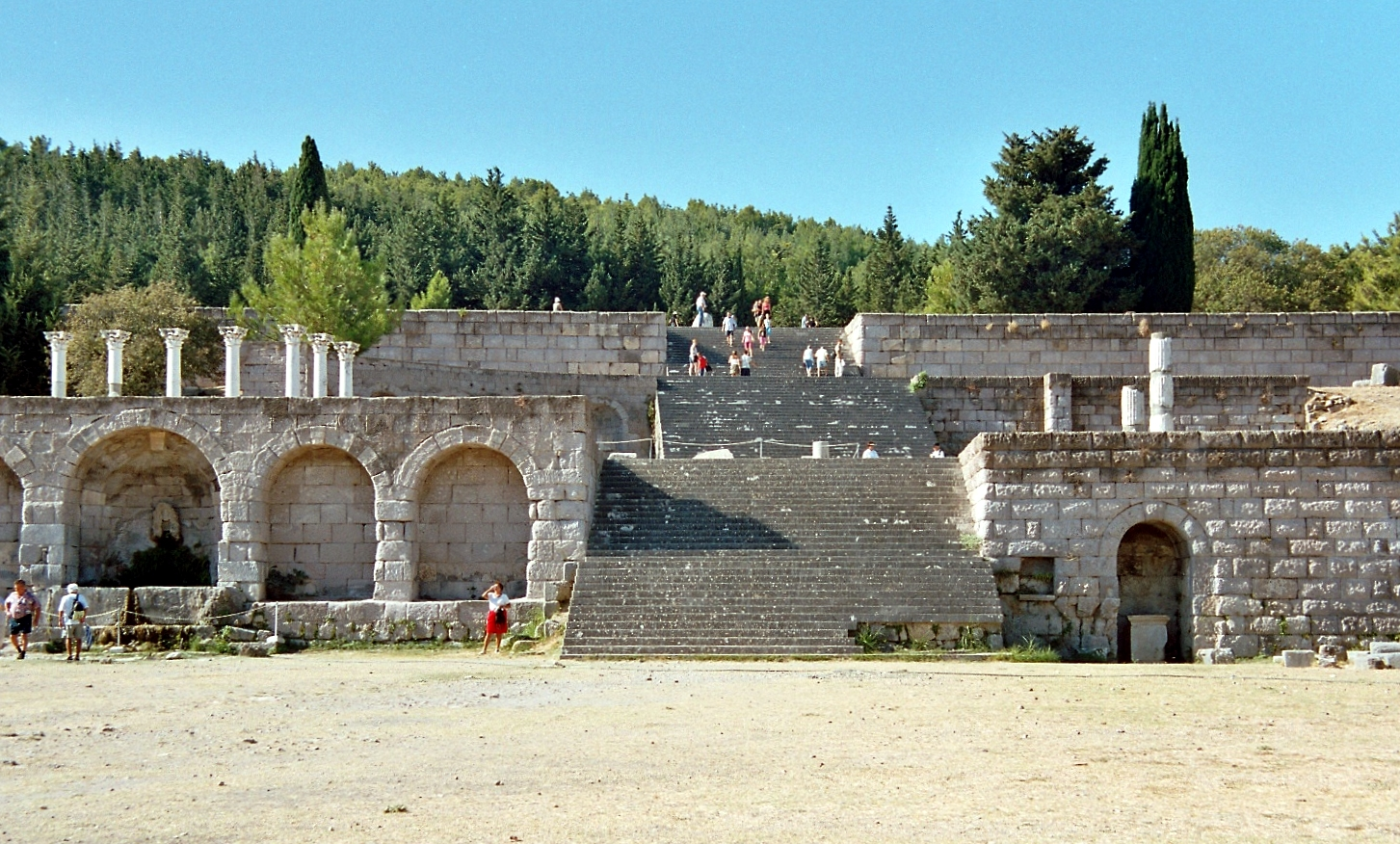
コス島のアスクレペイオン

アスクレペイオンまたはアスクレピオスの聖域（ギリシア語: Ἀσκληπιεῖον，ラテン語: Aesculapīum，英語: Asclepeion）は、医学の守護神アスクレーピオスを祀った古代ギリシア時代及び古代ローマ時代の聖域で、病の治癒を祈願する人が訪れる治癒所。日本語でアスクレピオス神殿と訳されることもある。

## 歴史
アスクレーピオスを祀った聖域が初めて建てられたのは、紀元前5世紀のエピダウロスだと言われている。この聖域は大きなもので、現在でも良い保存状態で残っている。紀元前420年頃にはアテナイのアクロポリスの南麓にも聖域が建てられた。紀元前350年頃以降、一般人の間にもアスクレーピオス信仰が広まり、多くの巡礼者（嘆願者, ἱκέτας）が聖域を訪れ病の治癒を祈願したと言われる。嘆願者は聖域内の至聖所（アバトン,ἄβατον）に宿泊し、翌日に祈願を行った後に、アスクレピアダイ（Ἀσκληπιάδαι）と呼ばれた神官医師団の治療を受けたり、温泉やギュムナシオンを訪れての治癒法を処方される。また、至聖所で眠っている時に夢に神が現れ治療を施し、目覚めた時にはすっかり治癒していたという伝承もある。当時は、アスクレーピオス信仰に代表される神的な治療から、非宗教的で科学的な医学による治療への移行が完全になされておらず、眠りによる自然治癒が推奨されていた。蛇（クスシヘビ）がアスクレーピオスと共に神聖な生き物とされてからは、それらが儀式に使われることもあった。紀元前293年にはローマのティベリーナ島にアスクレペイオンが建てられた。

## 治療と教育
エピダウロスのアスクレペイオンには、紀元前350年頃に聖域を訪れた70名ほどの治癒祈願者の名前や病の名称、示された治癒法が刻まれた3枚の大理石板が残っている。その治療法の中には腫瘍の摘出といった外科的治療法や、麻薬様の薬を用いた催眠療法などが行われていたとの記述もある。ギリシアの地理学者パウサニアスが残した記録では、ティターニ（Τιτάνη）の聖域では女神ヒュギエイア像が女性の髪の毛とバビロニアの布で覆うという、ある種の犠牲が捧げられていたという事もあったようだ。パロス島でも同じような事が行われていたという。
ヒポクラテスはコス島のアスクレペイオンで医学の知識を授けられたと言われているし、ローマ皇帝マルクス・アウレリウス・アントニヌスの侍医ガレノスもペルガモンのアスクレペイオンで学んだといわれている。
患者は贈り物を持って訪れる。次に、入浴、断食、祈り、いけにえなどで清めを行う。いけにえは主に雄鶏が使われた。
治療は、主に夢の中で施されるが、自然に囲まれ清浄な空気、芸術や運動などの楽しい環境、おいしい食養生が整えられ、運動、マッサージ、海水浴、ミネラル水や下剤や吐剤が使用された。夢の中で治療を行うため睡眠剤としてドクニンジンも用いられた。

## 主なアスクレペイオンの存在した場所
- エピダウロス （ギリシャ）
- アテネのアクロポリス（ギリシャ）
- コス島（ギリシャ）
- パロス島（ギリシャ）
- ローマのティベリーナ島（イタリア）
- クニドス(トルコ)[4]
- ペルガモン（トルコ）

- アテネのアスクレペイオン
- ペルガモンのアスクレペイオン